# Tajgaklotspindel
Tajgaklotspindel (Theridion montanum) är en spindelart som beskrevs av James Henry Emerton 1882. I den svenska databasen Dyntaxa används istället namnet Canalidion montanum. Enligt Catalogue of Life ingår tajgaklotspindel i släktet Theridion, och familjen klotspindlar, men enligt Dyntaxa är tillhörigheten istället släktet Canalidion, och familjen klotspindlar. Arten är reproducerande i Sverige. Inga underarter finns listade.